# Сальстен, Анна
Анна София Сальстен (швед. Anna Sofia Sahlstén; фин. Anna Sofia Sahlstén; 22 сентября 1859, Ийсалми, Куопиоская губерния — 21 августа 1931, Хельсинки) — финская художница шведского происхождения.

## Биография
Родилась в 1859 году в обеспеченной семье. Анна училась в женской гимназии в Гельсингфорсе (Хельсинки), которую окончила в 1877 году. После этого, в 1877—80 годах обучалась живописи: сперва в рисовальной школе Финского художественного общества, а затем, в 1880—82 годах, в частной рисовальной школе Адольфа фон Беккера (обе — в том же городе)
После этого Анна отправилась в Париж, где в 1884—85 годах училась в Академии Коларосси. В 1886 году совершила путешествие по Европе, посетив Берлин и Санкт-Петербург. 
После возвращения в Великое княжество Финляндское преподавала рисование в женской гимназии (ранее, Анна уже имела такой опыт в 1882—84 годах, между обучением у Беккера и поездкой в Париж). В 1906 году стала соучредителем и первым президентом Финской ассоциации учителей рисования. Ассоциация издавала журнал «Stylus», также основанный Анной. 
В 1926 году Анна Сальстен вышла на пенсию как с должности преподавателя, так и с должности президента ассоциации. Находясь на пенсии, написала двухактную пьесу для детей, участвовала в благотворительной деятельности, а также занималась росписью приходской лютеранской церкви в Леппяваара.
Скончалась в 1931 году в Хельсинки.

## Творчество
На всём протяжении педагогической карьеры, Анна не прекращала заниматься написанием собственных картин. В основном, это были жанровые сцены, выдержанные в минималистичной, даже лаконичной манере, часто достаточно пессимистичные по настроению и плавные по тонам. Тем не менее, некоторые жанровые работы Анны отличались юмором, особенно в поздние годы. Картина Анны Сальстен, изображающая бабушку, пьющую кофе, в дальнейшем использовалась в рекламе финской кофейной компании «Paulig».

## Галерея

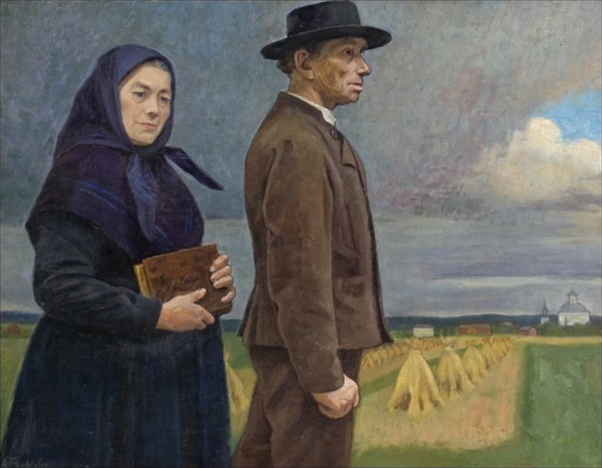
Дорога в церковь, 1892
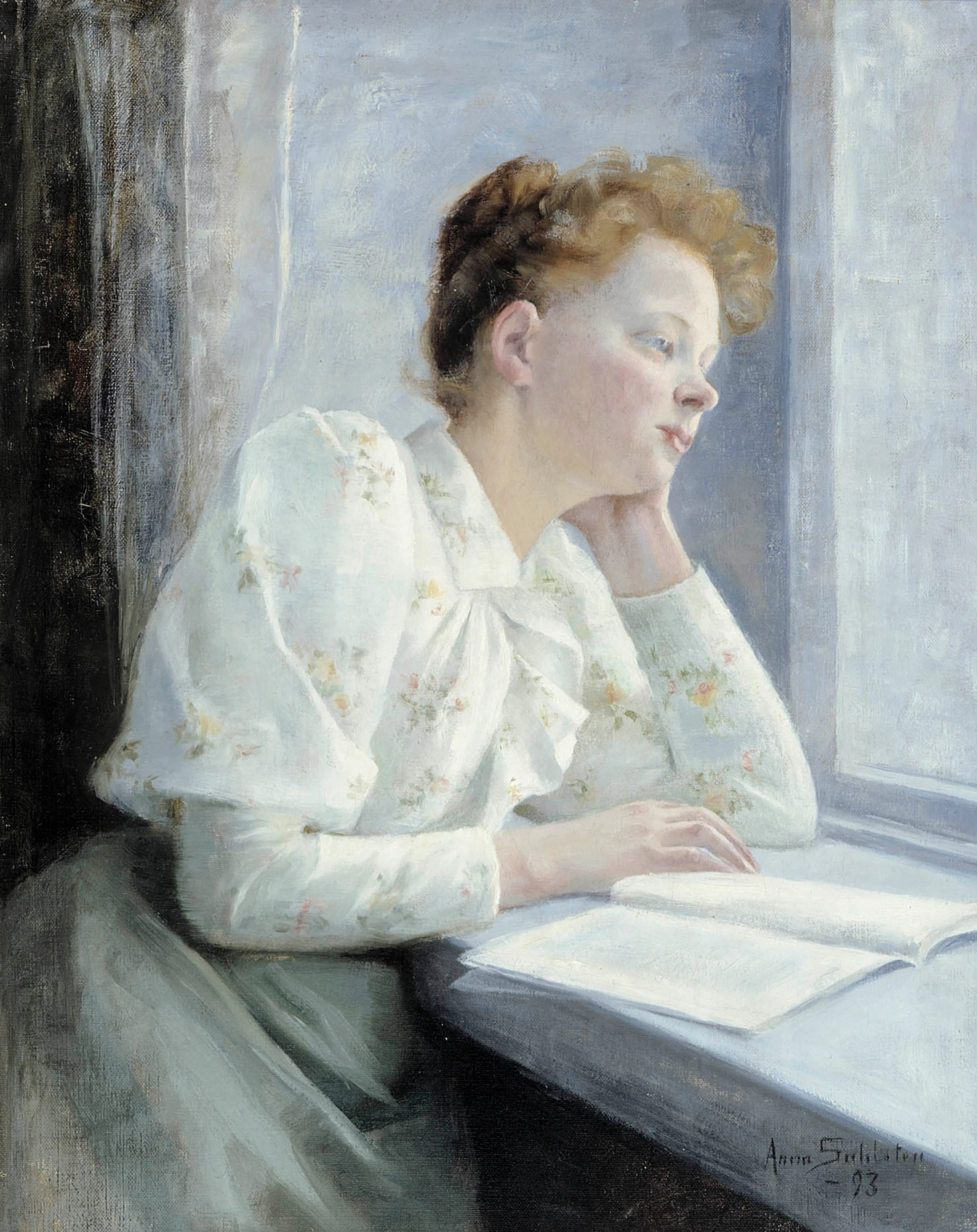
Девушка у окна, 1893
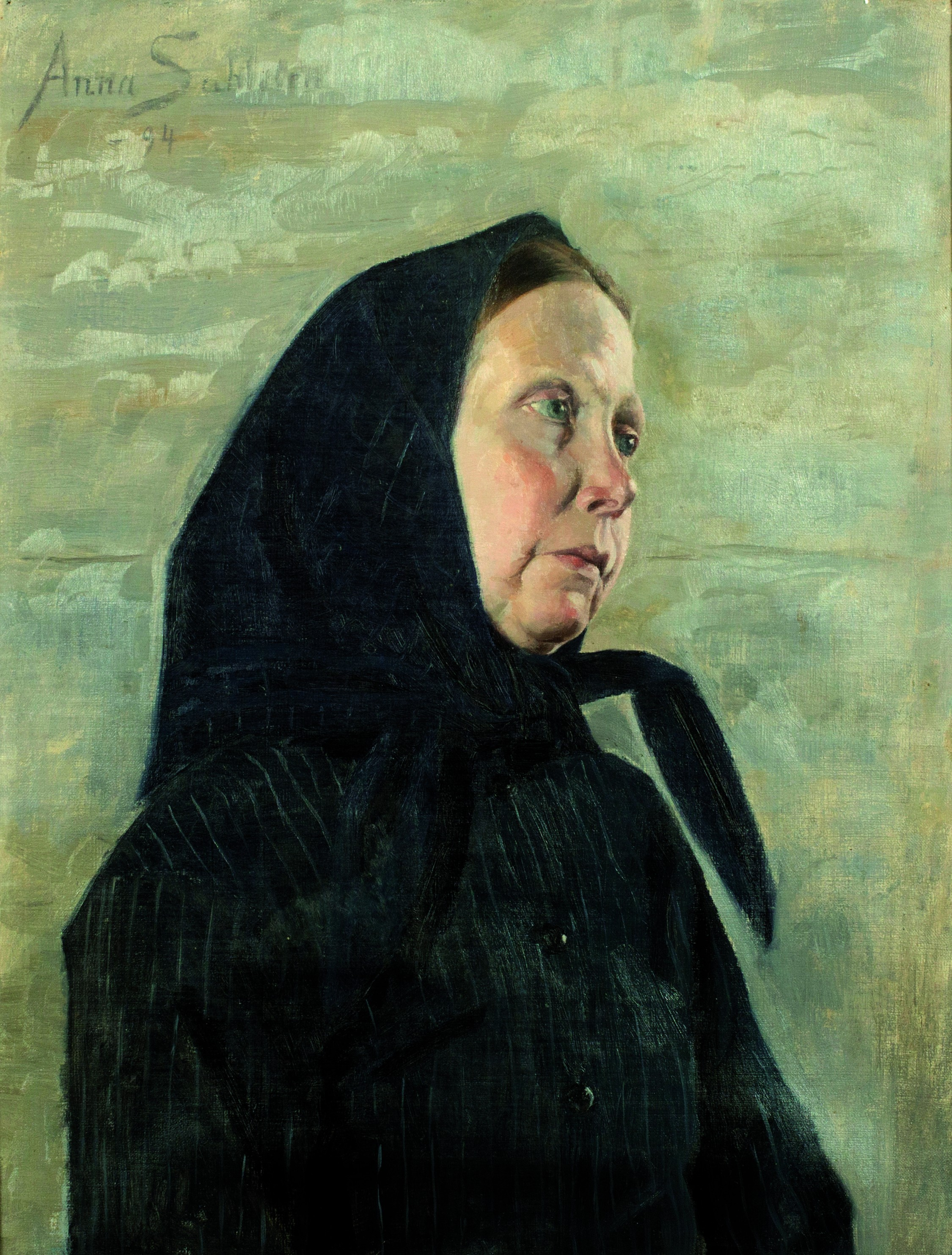
Пожилая женщина, 1894
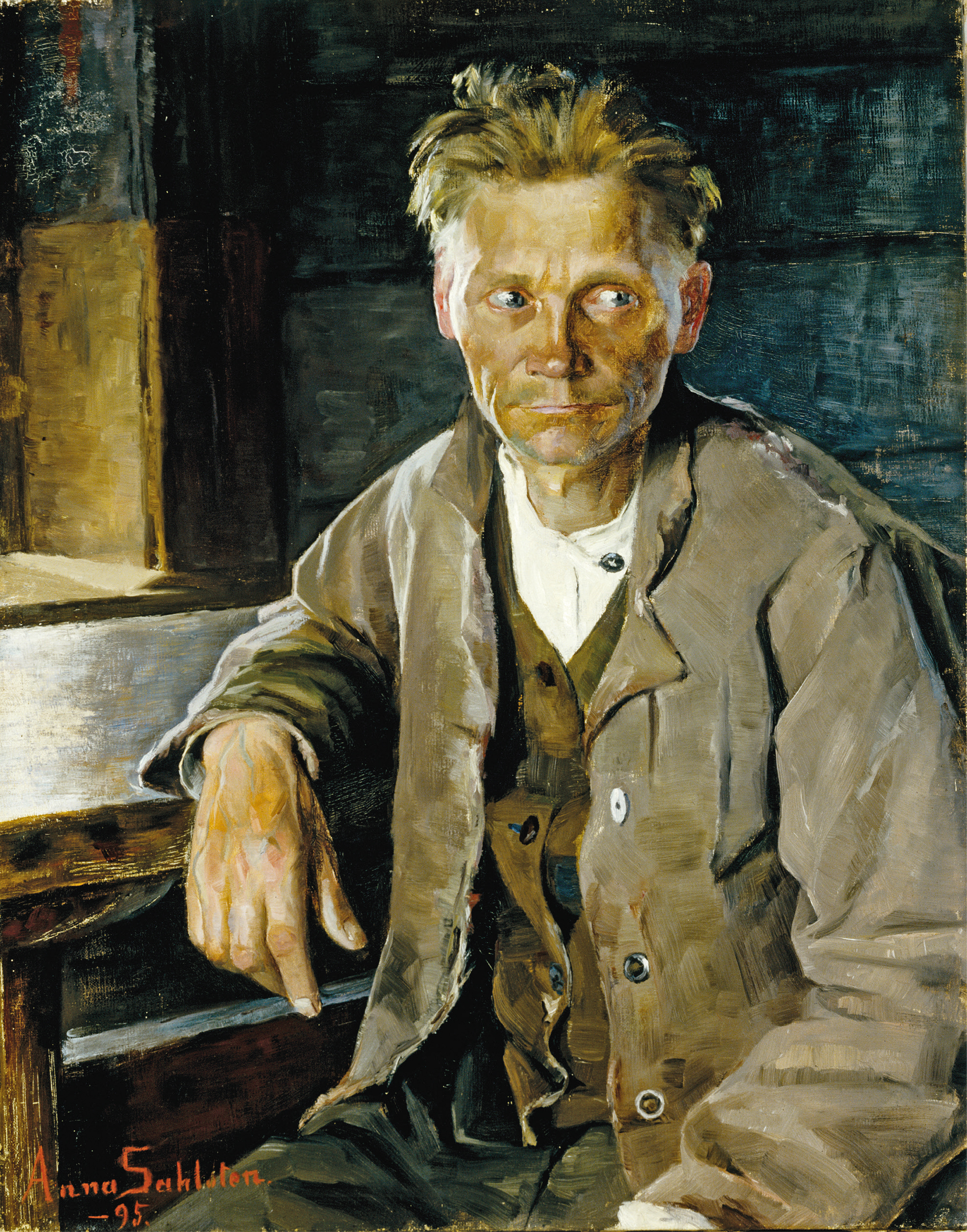
В заботах об урожае, 1895
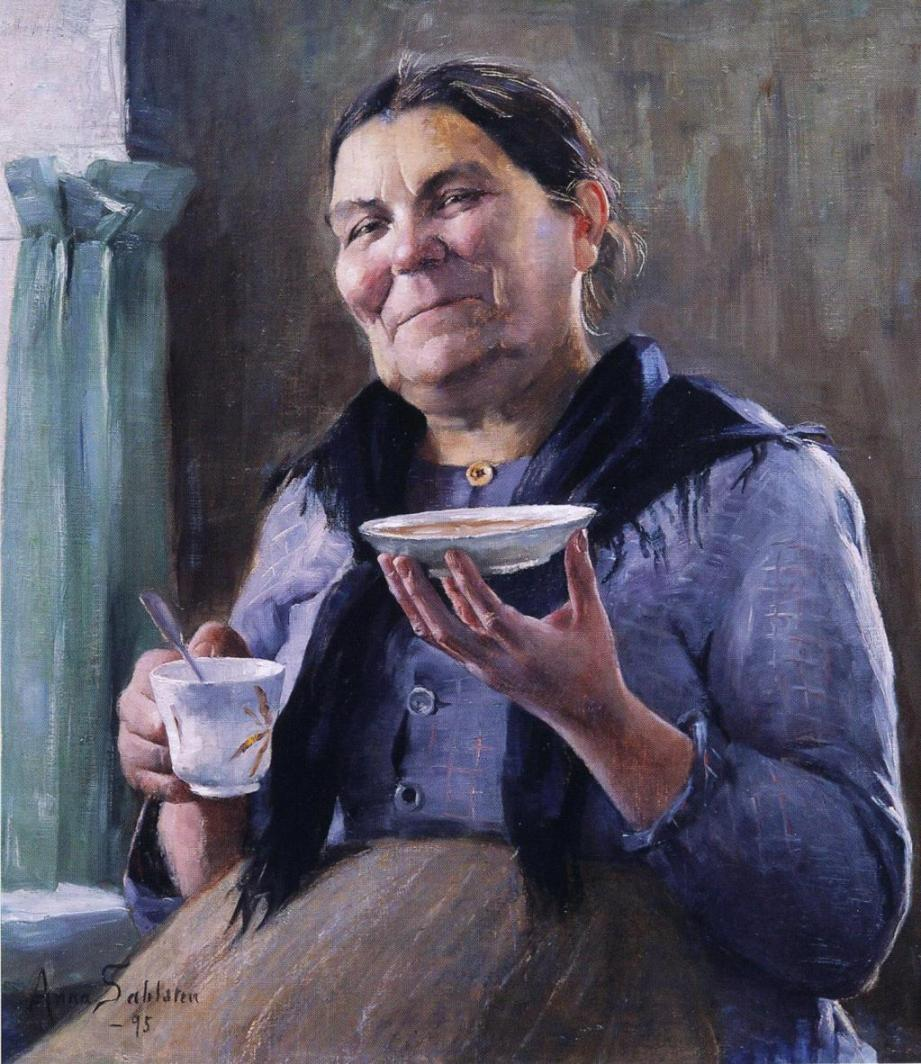
Бабушка, пьющая кофе, 1895
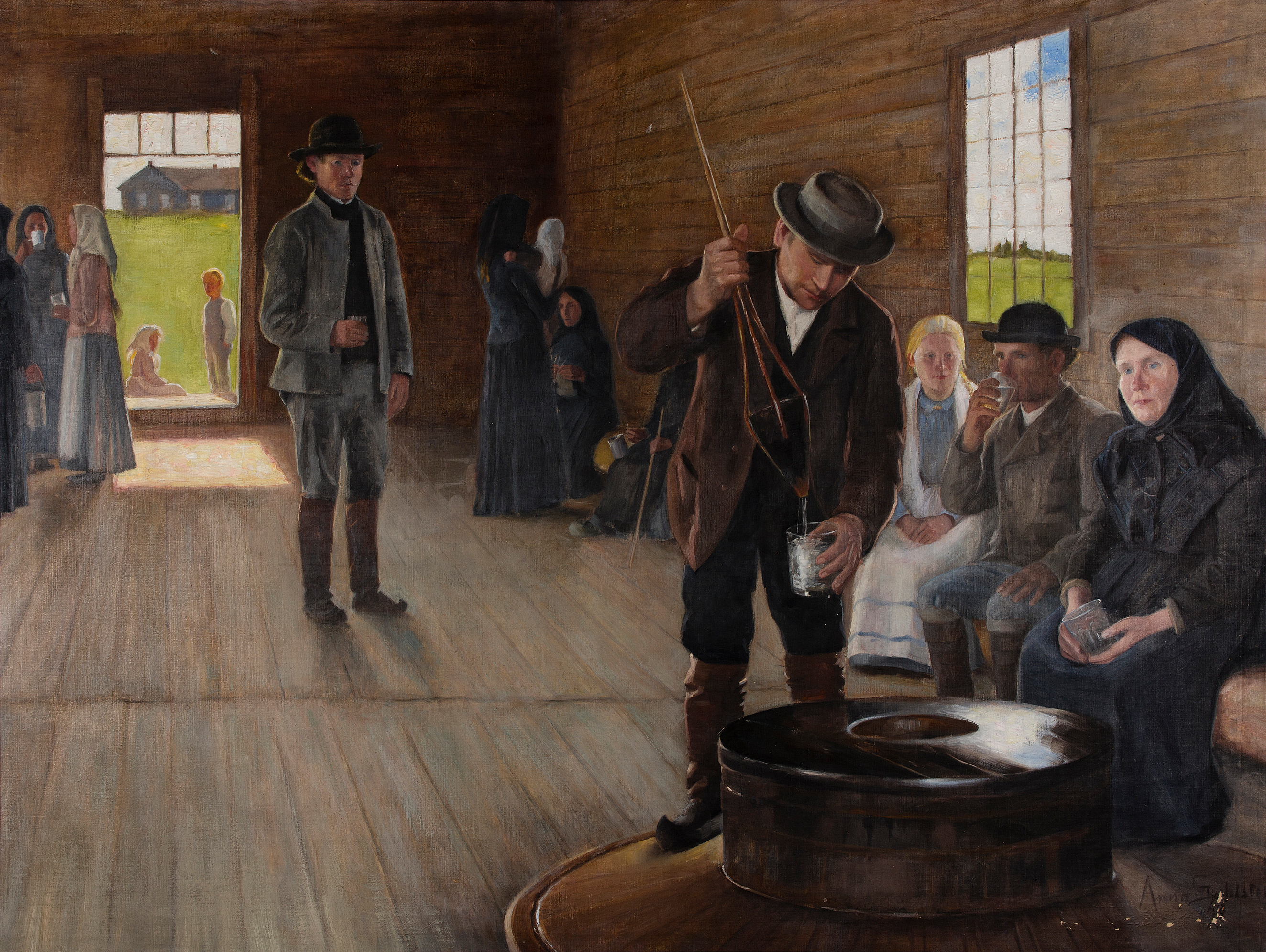
У колодца с минеральной водой, 1898
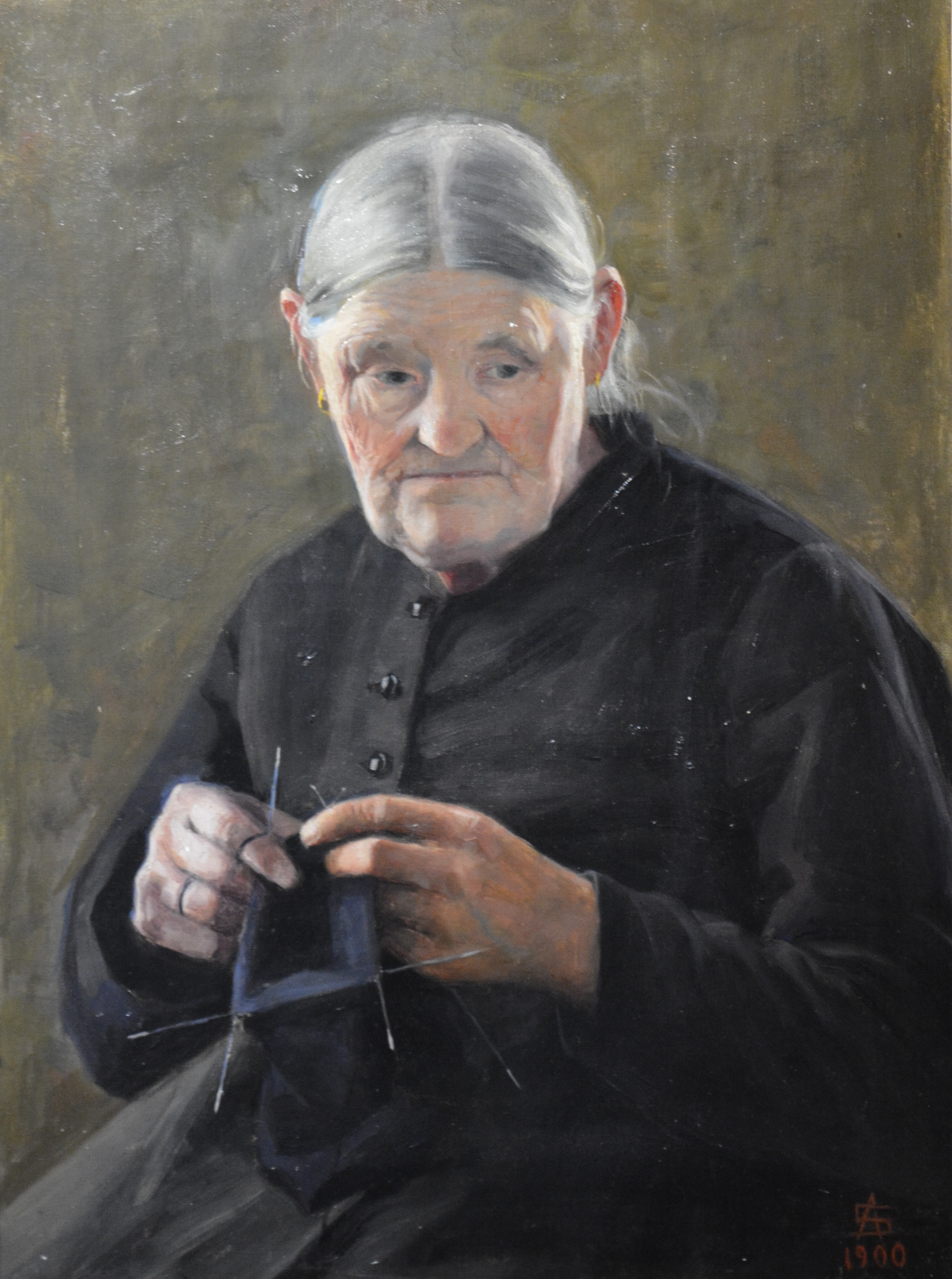
Бабушка с шитьём, 1900
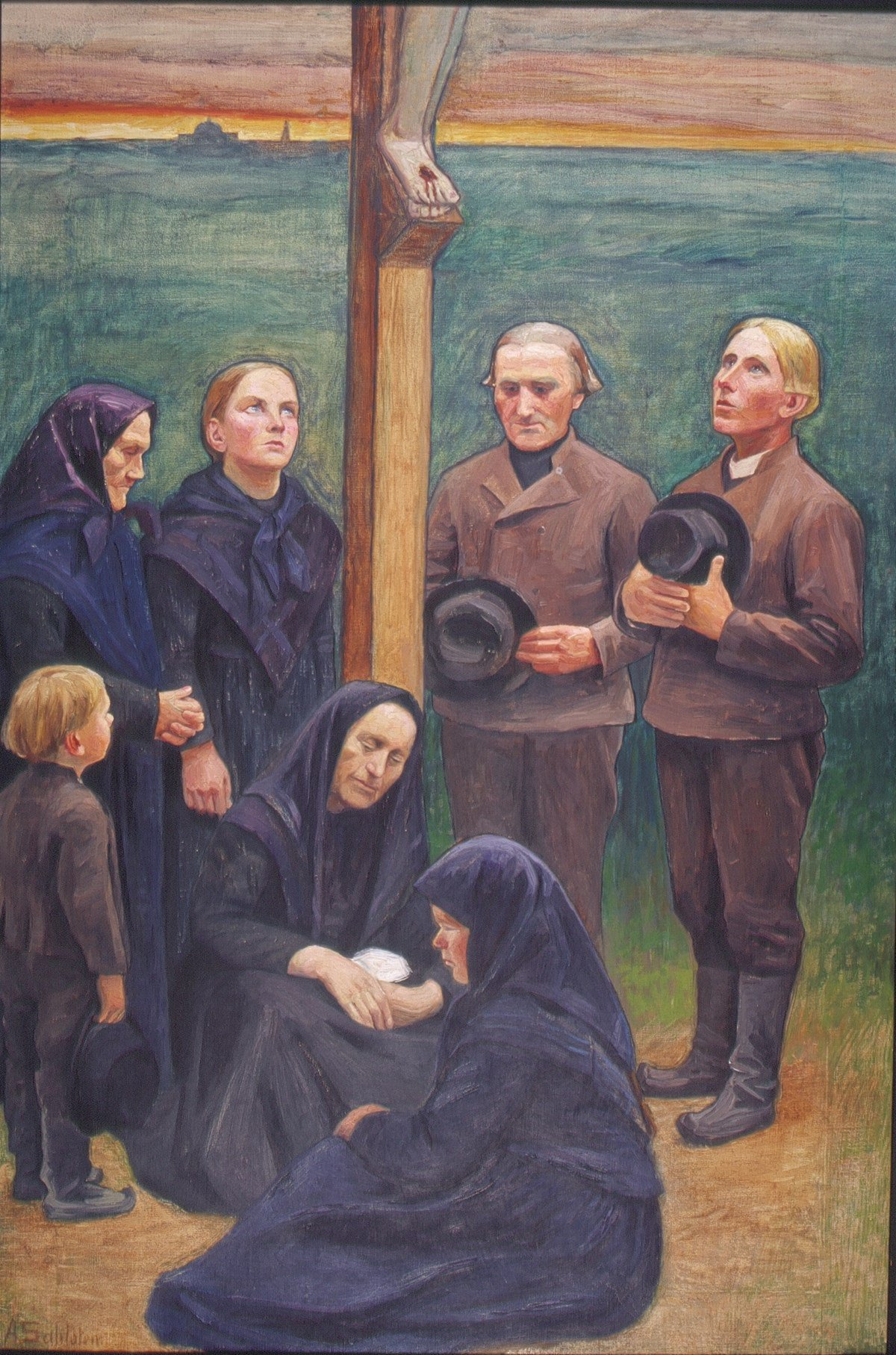
У подножия креста